# Perilitus glyptosceli
Perilitus glyptosceli är en stekelart som först beskrevs av Loan, Klein och Coppel 1969.  Perilitus glyptosceli ingår i släktet Perilitus och familjen bracksteklar. Inga underarter finns listade i Catalogue of Life.